# Henrik Encke
Henrik Encke, född den 16 januari 1984, är en svensk häcklöpare som 2006 blev svensk mästare på herrarnas 400 meter häck.
2008 kom Henrik Encke tvåa på herrarnas 400 meter häck och påföljande år tog han bronsmedalj. Inom landet tävlar han för Hässelby SK.
I Finnkampen har resultaten blivit 2:a-6:a-2:a på 400 meter häck: tvåa i Helsingfors 2006 och 2008 samt sexa i Göteborg 2007

## Personliga rekord
| Utomhus - 200 meter – 22,87 (Huddinge kommun 12 juni 2011) - 200 meter – 22,78 (medvind 2,1 m/s) (Sollentuna 10 juni 2012) - 400 meter – 49,07 (Huddinge kommun 11 juni 2006) - 400 meter – 49,67 (Karlskrona) - 800 meter – 2:05,01 (Kalmar 13 juli 2011) - 110 meter häck – 14,58 (Helsingborg 7 juli 2007) - 110 meter häck – 14,55 (medvind 2,9 m/s) (Karlstad 21 juni 2006) - 400 meter häck – 51,26 (Göteborg 29 juni 2007) - 400 meter häck – 51,40 (Helsingfors, Finland 30 augusti 2008) | Inomhus - 60 meter – 7,25 (Bollnäs 28 februari 2009) - 200 meter – 23,30 (Sätra 16 februari 2003) - 400 meter – 48,42 (Västerås 5 mars 2006) - 400 meter – 48,63 (Malmö) - 60 meter häck – 8,22 (Karlskrona 11 januari 2009) |